# Wuppertaler Sport-Verein 1997-1998
Questa voce raccoglie le informazioni riguardanti il Wuppertaler Sport-Verein nelle competizioni ufficiali della stagione 1997-1998.

## Stagione
Nella stagione 1997-1998 il Wuppertal, allenato da Karlheinz Höfer e Rudi Gores, concluse il campionato di Regionalliga ovest-sudovest al 12º posto.

## Rosa
| N. |                                 | Ruolo | Calciatore         |
| -- | ------------------------------- | ----- | ------------------ |
|    | Germania (bandiera)             | P     | Jochen Gramse      |
|    | Germania (bandiera)             | P     | Harald Heinen      |
|    | Germania (bandiera)             | P     | Alexander Ogrinc   |
|    | Germania (bandiera)             | D     | Sven Backhaus      |
|    | Germania (bandiera)             | D     | Matthias Becker    |
|    | Romania (bandiera)              | D     | Bogdan Bucur       |
|    | Senegal (bandiera)              | D     | El Hadji Dione     |
|    | Germania (bandiera)             | D     | Richard Mademann   |
|    | Germania (bandiera)             | D     | Ingo Menzel        |
|    | Germania (bandiera)             | D     | Rudi Müller        |
|    | Germania (bandiera)             | D     | Daniel Palic       |
|    | Germania (bandiera)             | D     | Christian Siegloff |
|    | Germania (bandiera)             | D     | Frank Wüster       |
|    | Germania (bandiera)             | C     | Christian Broos    |
|    | Bosnia ed Erzegovina (bandiera) | C     | Vlatko Glavaš      |
|    | Germania (bandiera)             | C     | Markus Kaul        |
|    | Croazia (bandiera)              | C     | Damir Knezovic     |

| N. |                        | Ruolo | Calciatore         |
| -- | ---------------------- | ----- | ------------------ |
|    | Germania (bandiera)    | C     | Sascha Lenhart     |
|    | Germania (bandiera)    | C     | Daniel Niedzkowski |
|    | Romania (bandiera)     | C     | Ionel Pirvu        |
|    | Germania (bandiera)    | C     | Dirk Reichert      |
|    | Romania (bandiera)     | C     | Constantin Rontea  |
|    | Germania (bandiera)    | C     | Sven Steup         |
|    | Germania (bandiera)    | C     | Dirk Tönnies       |
|    | Germania (bandiera)    | C     | Sascha Walbröhl    |
|    | Germania (bandiera)    | C     | Frank Zilles       |
|    | Libia (bandiera)       | A     | Abubaker Ben-Krema |
|    | Stati Uniti (bandiera) | A     | Brent Goulet       |
|    | Germania (bandiera)    | A     | Dirk Heinzmann     |
|    | Germania (bandiera)    | A     | Gerrit Meinke      |
|    | Nigeria (bandiera)     | A     | Lucky Oswere       |
|    | Romania (bandiera)     | A     | Cristian Pucşaş    |
|    | Romania (bandiera)     | A     | Claudiu Răducanu   |
|    | Romania (bandiera)     | A     | Gabriel Raduta     |

## Organigramma societario
Area tecnica
- Allenatore: Rudi Gores
- Allenatore in seconda:
- Preparatore dei portieri:
- Preparatori atletici:
- Analisi video:

## Calciomercato

### Sessione estiva
| Acquisti | Acquisti           | Acquisti           | Acquisti |
| R.       | Nome               | da                 | Modalità |
| -------- | ------------------ | ------------------ | -------- |
| C        | Ionel Pirvu        | Onești             |          |
| D        | Sven Backhaus      | Admira Wacker M.   |          |
| A        | Abubaker Ben-Krema | Sachsen Lipsia     |          |
| D        | Bogdan Bucur       | FCSB               |          |
| D        | El Hadji Dione     | Union Solingen     |          |
| C        | Vlatko Glavaš      | Fortuna Düsseldorf |          |
| C        | Sascha Lenhart     | Leicester City     |          |
| P        | Alexander Ogrinc   | Rot-Weiss Essen    |          |
| A        | Cristian Pucşaş    | FCSB               |          |

| Cessioni | Cessioni           | Cessioni             | Cessioni |
| R.       | Nome               | a                    | Modalità |
| -------- | ------------------ | -------------------- | -------- |
| C        | Aurel Panait       | Magonza              |          |
| C        | Günter Breitzke    | Alemannia Aquisgrana |          |
| D        | Elvis Hajradinović | Rot-Weiss Essen      |          |
| C        | Knut Hartwig       | Preußen Münster      |          |
| D        | Mansoni N'Gombo    | Charleroi            |          |
| D        | Edin Omanovic      | Bonner               |          |
| A        | Daniel Simmes      | Dender               |          |

### Sessione invernale
| Acquisti | Acquisti         | Acquisti | Acquisti |
| R.       | Nome             | da       | Modalità |
| -------- | ---------------- | -------- | -------- |
| A        | Claudiu Răducanu | Caracal  |          |

| Cessioni | Cessioni        | Cessioni    | Cessioni |
| R.       | Nome            | a           | Modalità |
| -------- | --------------- | ----------- | -------- |
| A        | Babacar N'Diaye | Hannover 96 |          |

## Risultati

### Regionalliga ovest-sudovest

#### Girone di andata
| Arbitro: | Briesch |

|           |           |                      |
| Owusu 25’ | Marcatori | 30’ Goulet 86’ Steup |

| Arbitro: | Gruse |

|            |           |            |
| Goulet 37’ | Marcatori | 45’ Becker |

| Arbitro: | Schräer |

|            |           |                       |
| Glaser 57’ | Marcatori | 44’ N'Diaye 45’ Steup |

| Arbitro: | Kortholt |

|            |           |                             |
| Goulet 85’ | Marcatori | 77’, 78’ Czakon 81’ Thömmes |

| Arbitro: | Engler |

|            |           |                   |
| Helmig 41’ | Marcatori | 75’, 78’ Mademann |

| Arbitro: | Gettke |

|           |           |           |
| Steup 50’ | Marcatori | 62’ Diane |

| Arbitro: | Henes |

|                  |           |          |
| Vanderbroeck 51’ | Marcatori | 26’ Kaul |

| Arbitro: | Milic |

|                               |           |                                  |
| Goulet 35’ N'Diaye 54’ (rig.) | Marcatori | 13’ Ziga 45’ Scherzer 57’ Jonjić |

| Arbitro: | Schäfer |

|                                              |           |             |
| Maaß 25’ Gerov 45’ (rig.), 68’, 89’ Enge 50’ | Marcatori | 38’ N'Diaye |

| Arbitro: | Haupt |

|            |           |           |
| Raduta 84’ | Marcatori | 83’ Bamba |

| Arbitro: | Müller |

|          |           |           |
| Uğur 51’ | Marcatori | 50’ Steup |

| Arbitro: | Hotop |

|                             |           |  |
| Pirvu 50’ Goulet 88’ (rig.) | Marcatori |  |

| Arbitro: | Merk |

|                                 |           |                  |
| Weiland 23’ Agoye 28’ Weber 90’ | Marcatori | 39’ (aut.) Arens |

| Arbitro: | Hülsenbeck |

|                            |           |           |
| N'Diaye 27’, 41’ Palic 90’ | Marcatori | 60’ Brose |

| Arbitro: | Wegener-Gärtner |

|            |           |            |
| Panait 63’ | Marcatori | 54’ Junior |

| Arbitro: | Plettenberg |

|                                 |           |                         |
| Callea 21’ Vossen 23’ Röder 66’ | Marcatori | 62’ Mademann 79’ Glavaš |

| Arbitro: | Scheppe |

|                     |           |                     |
| Mademann 38’ (rig.) | Marcatori | 15’ Papic 37’ Beyel |

#### Girone di ritorno
| Arbitro: | Schütz |

|             |           |  |
| N'Diaye 10’ | Marcatori |  |

| Arbitro: | Neis |

|                                        |           |                                 |
| Kemming 12’ Jedlicka 47’ Antwerpen 64’ | Marcatori | 17’ N'Diaye 36’ (rig.) Mademann |

| Arbitro: | Milic |

|                                     |           |  |
| Backhaus 76’ N'Diaye 86’ Meinke 89’ | Marcatori |  |

| Arbitro: | Neis |

|                                      |           |  |
| Thömmes 59’ Melunovic 77’ Muchka 90’ | Marcatori |  |

| Arbitro: | Albers |

|                           |           |  |
| Siegloff 67’ Mademann 74’ | Marcatori |  |

| Arbitro: | Kortholt |

|               |           |           |
| Arveladze 53’ | Marcatori | 45’ Steup |

| Arbitro: | Schräer |

|                   |           |               |
| Glavaš 16’ (rig.) | Marcatori | 1’ Lämmermann |

| Arbitro: | Steinborn |

|                      |           |  |
| Cirba 3’ Tonello 38’ | Marcatori |  |

| Arbitro: | Fandel |

|            |           |                   |
| Meinke 48’ | Marcatori | 88’ Vogt 90’ Enge |

| Arbitro: | Webers |

|                                                |           |                           |
| Karp 45’ (rig.) Bamba 72’ Bonan 85’ Hubner 90’ | Marcatori | 4’ Raduta 65’, 75’ Meinke |

| Arbitro: | Schütz |

|                            |           |  |
| Lenhart 66’, 81’ Steup 85’ | Marcatori |  |

| Arbitro: | Gerber |

|                                  |           |             |
| Wagner 50’ Koster 52’ Kuhnen 56’ | Marcatori | 77’ Tönnies |

| Arbitro: | Milic |

|                 |           |                          |
| Meinke 20’, 45’ | Marcatori | 62’ Lipinski 75’ Adriano |

| Arbitro: | Schäfer |

|                                                                  |           |               |
| Choji 13’, 20’ Zibert 22’, 51’ Donato 66’ Nickeleit 74’ Musa 84’ | Marcatori | 72’ Heinzmann |

| Arbitro: | Kuhl |

|  |           |           |
|  | Marcatori | 89’ Dione |

| Arbitro: | Jonsson |

|            |           |            |
| Meinke 69’ | Marcatori | 42’ Vossen |

| Arbitro: | Kestermann |

|  |           |              |
|  | Marcatori | 56’ Backhaus |

## Statistiche

### Statistiche di squadra
| Competizione                | Punti | In casa | In casa | In casa | In casa | In casa | In casa | In trasferta | In trasferta | In trasferta | In trasferta | In trasferta | In trasferta | Totale | Totale | Totale | Totale | Totale | Totale | DR |
| Competizione                | Punti | G       | V       | N       | P       | Gf      | Gs      | G            | V            | N            | P            | Gf           | Gs           | G      | V      | N      | P      | Gf     | Gs     | DR |
| --------------------------- | ----- | ------- | ------- | ------- | ------- | ------- | ------- | ------------ | ------------ | ------------ | ------------ | ------------ | ------------ | ------ | ------ | ------ | ------ | ------ | ------ | -- |
| Regionalliga ovest-sudovest | 43    | 17      | 6       | 7       | 4       | 27      | 19      | 17           | 5            | 3            | 9            | 22           | 39           | 34     | 11     | 10     | 13     | 49     | 58     | -9 |
| Totale                      | 43    | 17      | 6       | 7       | 4       | 27      | 19      | 17           | 5            | 3            | 9            | 22           | 39           | 34     | 11     | 10     | 13     | 49     | 58     | -9 |

### Andamento in campionato
| Giornata  | 1 | 2 | 3 | 4 | 5 | 6 | 7 | 8 | 9  | 10 | 11 | 12 | 13 | 14 | 15 | 16 | 17 | 18 | 19 | 20 | 21 | 22 | 23 | 24 | 25 | 26 | 27 | 28 | 29 | 30 | 31 | 32 | 33 | 34 |
| --------- | - | - | - | - | - | - | - | - | -- | -- | -- | -- | -- | -- | -- | -- | -- | -- | -- | -- | -- | -- | -- | -- | -- | -- | -- | -- | -- | -- | -- | -- | -- | -- |
| Luogo     | T | C | T | C | T | C | T | C | T  | C  | T  | C  | T  | C  | C  | T  | C  | C  | T  | C  | T  | C  | T  | C  | T  | C  | T  | C  | T  | C  | T  | T  | C  | T  |
| Risultato | V | N | V | P | V | N | N | P | P  | N  | N  | V  | P  | V  | N  | P  | P  | V  | P  | V  | P  | V  | N  | N  | P  | P  | P  | V  | P  | N  | P  | V  | N  | V  |
| Posizione | 8 | 5 | 4 | 7 | 5 | 5 | 7 | 8 | 10 | 12 | 12 | 8  | 10 | 7  | 7  | 11 | 11 | 11 | 11 | 9  | 11 | 10 | 10 | 11 | 13 | 12 | 12 | 12 | 12 | 12 | 12 | 12 | 12 | 12 |

Legenda:

Luogo: C = Casa; T = Trasferta. Risultato: V = Vittoria; N = Pareggio; P = Sconfitta.

### Statistiche dei giocatori
| S. Backhaus    | 17 | 2 | 0 | 1 |
| M. Becker      | 4  | 0 | 0 | 0 |
| A. Ben-Krema   | 6  | 0 | 0 | 0 |
| C. Broos       | 27 | 0 | 9 | 0 |
| B. Bucur       | 8  | 0 | 1 | 0 |
| E. Dione       | 5  | 1 | 1 | 0 |
| V. Glavaš      | 23 | 2 | 6 | 1 |
| B. Goulet      | 22 | 5 | 3 | 0 |
| J. Gramse      | 20 | 0 | 1 | 0 |
| H. Heinen      | 0  | 0 | 0 | 0 |
| D. Heinzmann   | 10 | 1 | 4 | 0 |
| M. Kaul        | 30 | 1 | 8 | 0 |
| D. Knezovic    | 4  | 0 | 0 | 0 |
| S. Lenhart     | 13 | 2 | 0 | 0 |
| R. Mademann    | 27 | 6 | 7 | 2 |
| G. Meinke      | 19 | 7 | 1 | 0 |
| I. Menzel      | 33 | 0 | 7 | 1 |
| R. Müller      | 0  | 0 | 0 | 0 |
| B. N'Diaye     | 20 | 8 | 4 | 0 |
| D. Niedzkowski | 3  | 0 | 0 | 0 |
| A. Ogrinc      | 14 | 0 | 0 | 0 |
| L. Oswere      | 0  | 0 | 0 | 0 |
| D. Palic       | 5  | 1 | 1 | 0 |
| A. Panait      | 16 | 1 | 8 | 0 |
| I. Pirvu       | 7  | 1 | 1 | 0 |
| C. Pucşaş      | 2  | 0 | 1 | 0 |
| G. Raduta      | 19 | 2 | 3 | 1 |
| D. Reichert    | 2  | 0 | 0 | 0 |
| C. Rontea      | 0  | 0 | 0 | 0 |
| C. Răducanu    | 2  | 0 | 0 | 0 |
| C. Siegloff    | 12 | 1 | 6 | 0 |
| S. Steup       | 34 | 6 | 6 | 0 |
| D. Tönnies     | 7  | 1 | 0 | 0 |
| S. Walbröhl    | 23 | 0 | 5 | 0 |
| F. Wüster      | 27 | 0 | 3 | 0 |
| F. Zilles      | 2  | 0 | 1 | 0 |